# Teresa del Liechtenstein
Teresa del Liechtenstein (nome completo in tedesco Therese Maria Josepha Martha; Maria Enzersdorf, 28 luglio 1850 – Monaco di Baviera, 13 marzo 1938) è stata una principessa austriaca.

## Biografia

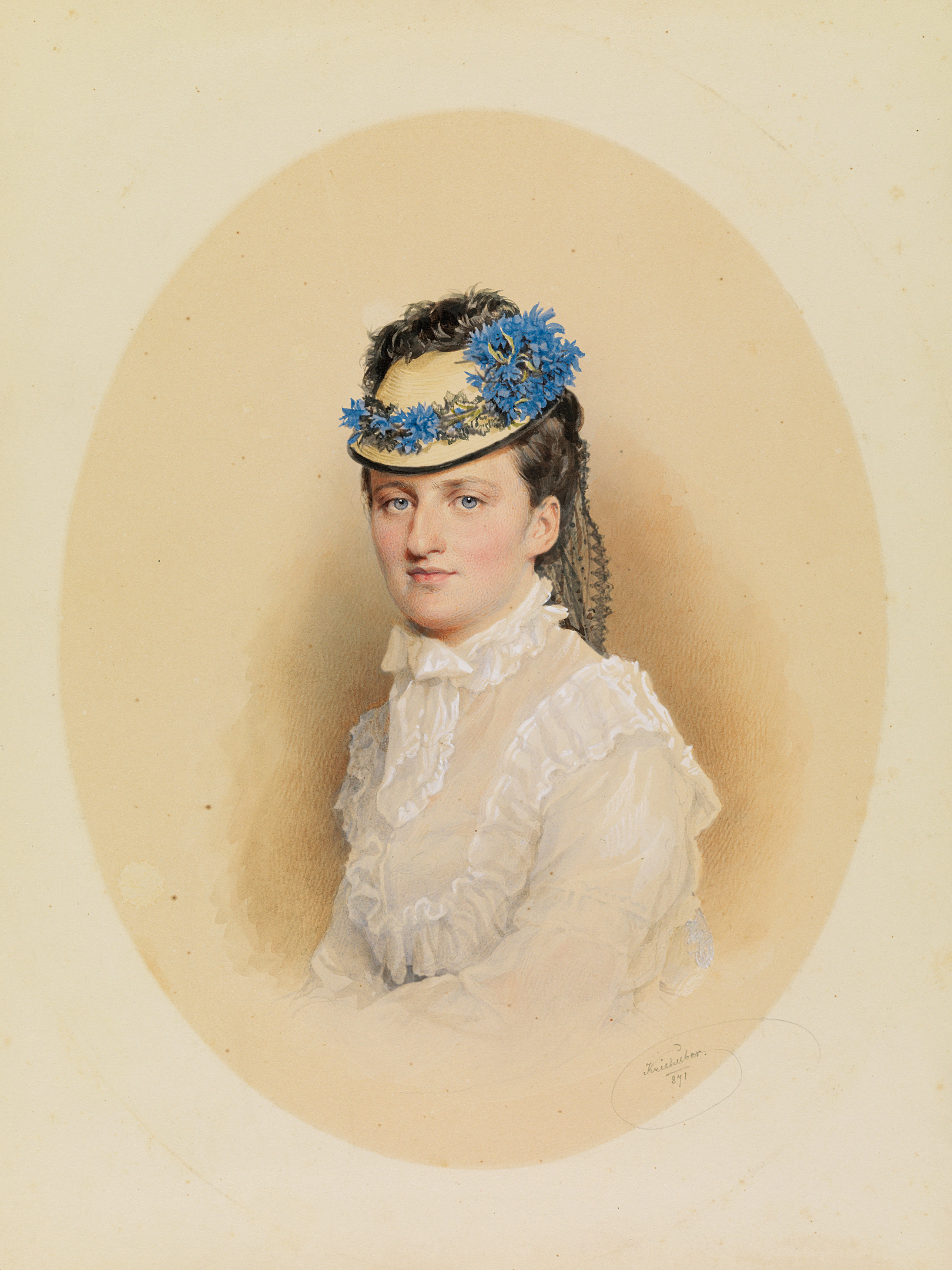
Teresa in un acquerello di Josef Kriehuber (1871), Liechtenstein Museum

La principessa Teresa nacque nel 1850 nel castello di Liechtenstein a Maria Enzersdorf, decima degli undici figli di Luigi II e della contessa Franziska.
Il 12 aprile del 1882 sposò a Vienna il principe Arnulf di Baviera.
Morì all'età di 87 anni, nel 1938, e venne tumulata a Monaco di Baviera, nella chiesa di San Gaetano.

## Discendenza

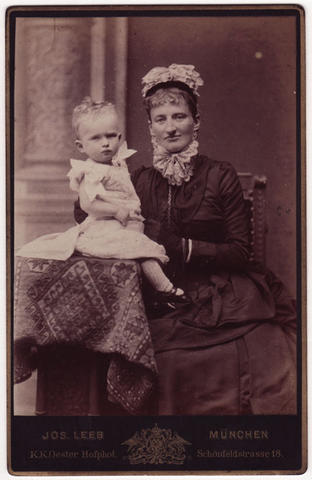
Teresa con suo figlio

Teresa del Liechtenstein e Arnulf di Baviera ebbero un figlio:
- Enrico (1884-1916).

## Titoli e trattamento
- 28 agosto 1850 - 12 aprile 1882: Sua Altezza Serenissima, la principessa Teresa del Liechtenstein
- 12 aprile 1882 - 13 marzo 1938: Sua Altezza Reale, la principessa Teresa di Baviera

## Ascendenza
|                                                      |                                       |                                                      | Genitori                                         |  |  | Nonni |  |  | Bisnonni                               |  |  | Trisnonni                  |  |
|                                                      |                                       |                                                      |                                                  |  |  |       |  |  | Francesco Giuseppe I del Liechtenstein |  |  | Emanuele del Liechtenstein |  |
|                                                      |                                       |                                                      |                                                  |  |  |       |  |  | Francesco Giuseppe I del Liechtenstein |  |  | Emanuele del Liechtenstein |  |
|                                                      |                                       | Maria Anna Antonia von Dietrichstein-Weichselstädt   |                                                  |  |  |       |  |  | Francesco Giuseppe I del Liechtenstein |  |  |                            |  |
| Giovanni I Giuseppe del Liechtenstein                |                                       |                                                      |                                                  |  |  |       |  |  | Francesco Giuseppe I del Liechtenstein |  |  |                            |  |
|                                                      |                                       | Leopoldina di Sternberg                              | Franz Philipp von Sternberg                      |  |  |       |  |  |                                        |  |  |                            |  |
|                                                      |                                       | Leopoldina di Sternberg                              | Franz Philipp von Sternberg                      |  |  |       |  |  |                                        |  |  |                            |  |
|                                                      |                                       | Leopoldina di Sternberg                              | Leopoldine von Starhemberg                       |  |  |       |  |  |                                        |  |  |                            |  |
| Luigi II del Liechtenstein                           |                                       | Leopoldina di Sternberg                              |                                                  |  |  |       |  |  |                                        |  |  |                            |  |
|                                                      |                                       | Joachim Egon zu Fürstenberg-Weitra                   | Ludwig August Egon zu Fürstenberg-Weitra         |  |  |       |  |  |                                        |  |  |                            |  |
|                                                      |                                       | Joachim Egon zu Fürstenberg-Weitra                   | Ludwig August Egon zu Fürstenberg-Weitra         |  |  |       |  |  |                                        |  |  |                            |  |
|                                                      |                                       | Joachim Egon zu Fürstenberg-Weitra                   | Maria Anna Josepha Fugger zu Kirchberg           |  |  |       |  |  |                                        |  |  |                            |  |
| Giuseppa di Fürstenberg-Weitra                       |                                       | Joachim Egon zu Fürstenberg-Weitra                   |                                                  |  |  |       |  |  |                                        |  |  |                            |  |
|                                                      |                                       | Sophia Theresia zu Oettingen-Wallerstein             | Philipp Carl Dominicus zu Oettingen-Wallerstein  |  |  |       |  |  |                                        |  |  |                            |  |
|                                                      |                                       | Sophia Theresia zu Oettingen-Wallerstein             | Philipp Carl Dominicus zu Oettingen-Wallerstein  |  |  |       |  |  |                                        |  |  |                            |  |
|                                                      |                                       | Sophia Theresia zu Oettingen-Wallerstein             | Charlotte Juliane zu Oettingen-Baldern           |  |  |       |  |  |                                        |  |  |                            |  |
| Teresa del Liechtenstein                             |                                       | Sophia Theresia zu Oettingen-Wallerstein             |                                                  |  |  |       |  |  |                                        |  |  |                            |  |
|                                                      | Joseph Kinsky von Wchinitz und Tettau | Franz de Paula Ulrich Kinsky von Wchinitz und Tettau |                                                  |  |  |       |  |  |                                        |  |  |                            |  |
|                                                      | Joseph Kinsky von Wchinitz und Tettau | Franz de Paula Ulrich Kinsky von Wchinitz und Tettau |                                                  |  |  |       |  |  |                                        |  |  |                            |  |
|                                                      | Joseph Kinsky von Wchinitz und Tettau | Marie Sidonie von Hohenzollern-Hechingen             |                                                  |  |  |       |  |  |                                        |  |  |                            |  |
| Franz de Paula Joseph Kinsky von Wchinitz und Tettau | Joseph Kinsky von Wchinitz und Tettau |                                                      |                                                  |  |  |       |  |  |                                        |  |  |                            |  |
|                                                      |                                       | Rosa von Harrach                                     | Ferdinando Bonaventura von Harrach               |  |  |       |  |  |                                        |  |  |                            |  |
|                                                      |                                       | Rosa von Harrach                                     | Ferdinando Bonaventura von Harrach               |  |  |       |  |  |                                        |  |  |                            |  |
|                                                      |                                       | Rosa von Harrach                                     | Maria Rosa von Harrach                           |  |  |       |  |  |                                        |  |  |                            |  |
| Franziska Kinsky von Wchinitz und Tettau             |                                       | Rosa von Harrach                                     |                                                  |  |  |       |  |  |                                        |  |  |                            |  |
|                                                      |                                       | Rudolf von Wrbna und Freudenthal                     | Eugen Wenzel Josef von Wrbna und Freudenthal     |  |  |       |  |  |                                        |  |  |                            |  |
|                                                      |                                       | Rudolf von Wrbna und Freudenthal                     | Eugen Wenzel Josef von Wrbna und Freudenthal     |  |  |       |  |  |                                        |  |  |                            |  |
|                                                      |                                       | Rudolf von Wrbna und Freudenthal                     | Maria Theresia Kollonitz de Kollegrad            |  |  |       |  |  |                                        |  |  |                            |  |
| Therese von Wrbna und Freudenthal                    |                                       | Rudolf von Wrbna und Freudenthal                     |                                                  |  |  |       |  |  |                                        |  |  |                            |  |
|                                                      |                                       | Maria Theresia von Kaunitz-Rietberg-Questenberg      | Dominik Andreas von Kaunitz-Rietberg-Questenberg |  |  |       |  |  |                                        |  |  |                            |  |
|                                                      |                                       | Maria Theresia von Kaunitz-Rietberg-Questenberg      | Dominik Andreas von Kaunitz-Rietberg-Questenberg |  |  |       |  |  |                                        |  |  |                            |  |
|                                                      |                                       | Maria Theresia von Kaunitz-Rietberg-Questenberg      | Bernhardine von Plettenberg-Wittem               |  |  |       |  |  |                                        |  |  |                            |  |
|                                                      |                                       | Maria Theresia von Kaunitz-Rietberg-Questenberg      |                                                  |  |  |       |  |  |                                        |  |  |                            |  |